# 曾昳晗
曾昳晗（英語：Laura Zeng，1999年10月14日—），美国华裔艺术体操运动员。

## 生平
曾昳晗的父母于1993年从北京移民美国。她是家中幺女，1999年出生于康涅狄格州哈特福德。2001年，其全家搬至伊利诺伊州利伯蒂维尔。
她于7岁时开始学习艺术体操。2014年，她在南京举行的夏季青年奥林匹克运动会中获得个人全能铜牌。次年，她在泛美运动会上包揽个人全能以及球操、棒操、圈操、带操四个单项的金牌。2016年，首次出战奥运会的曾昳晗在个人全能比赛中排名第11，是1984年以来美国在奥运会艺术体操比赛中获得的最好成绩。2018年她又在泛美体操锦标赛上创造佳绩，连夺团体、个人全能以及所有四个单项的金牌。同年，她从高中毕业并被耶鲁大学录取。
曾昳晗的姐姐曾晔昕（Yecca Zeng）是维多利亚的秘密的服装设计师。